# Mycale tylota
Mycale tylota är en svampdjursart som beskrevs av Koltun 1958. Mycale tylota ingår i släktet Mycale och familjen Mycalidae. Inga underarter finns listade i Catalogue of Life.